# Otto Dix

Otto Dix um 1933 (Fotografie von Hugo Erfurth)

Wilhelm Heinrich Otto Dix (* 2. Dezember 1891 in Untermhaus, heute Stadtteil von Gera; † 25. Juli 1969 in Singen am Hohentwiel) war ein deutscher Maler und Grafiker des 20. Jahrhunderts.
Otto Dix’ Werk ist von stilistischer Vielfalt geprägt, bleibt jedoch in seiner künstlerischen Grundhaltung dem Realismus verpflichtet. Am bekanntesten sind diejenigen seiner Gemälde, die der Neuen Sachlichkeit (Verismus) zugerechnet werden.

## Leben

### Kindheit und Jugend

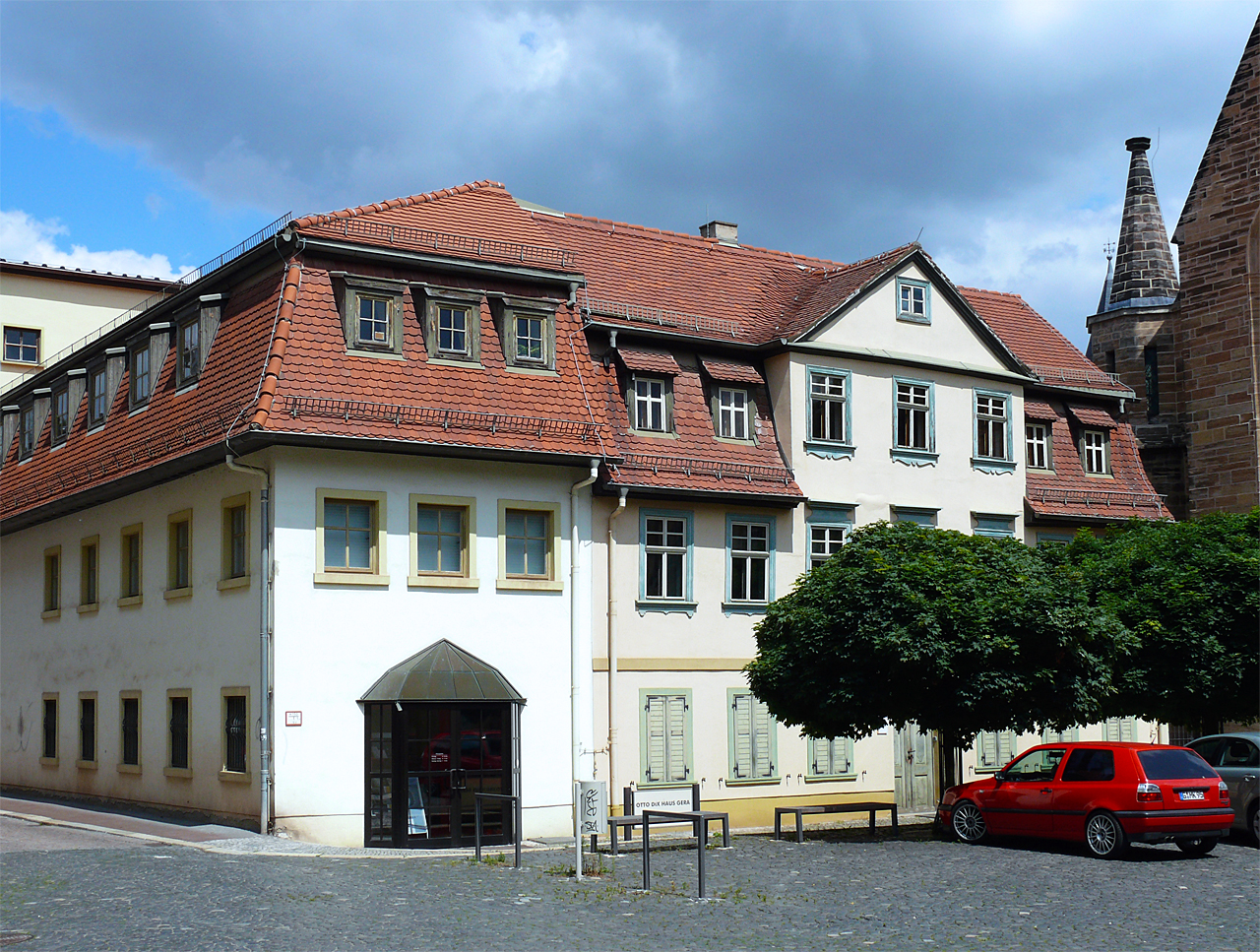
Otto-Dix-Haus in Gera: Geburtshaus des Malers, seit 1991 Museum

Otto Dix wurde in der Gemeinde Untermhaus bei Gera als Sohn von Ernst Franz Dix (1862–27. Juli 1943) und dessen Frau Pauline Louise Amann (1864–26. August 1953) geboren. Sein Vater war in einer Eisengießerei als Former tätig. Die Mutter, eine Näherin, war musisch und künstlerisch interessiert. Sie war eine Cousine des Kunstmalers Fritz Amann. Als er diesem als Kind Modell saß, kam bei Dix der Wunsch auf, Maler zu werden. So wuchs Otto Dix, der sich selbst immer als Arbeiterkind sah, in zwar einfachen, jedoch nicht mittellosen und keineswegs ungebildeten Verhältnissen auf.
Nachdem ihn während seiner Schulzeit der Zeichenlehrer Ernst Schunke sehr gefördert hatte, absolvierte Dix von 1905 bis 1909 eine Lehre bei dem Geraer Dekorationsmaler Carl Senff. Ein Stipendium des Fürsten von Reuß ermöglichte ihm das Studium an der Kunstgewerbeschule in Dresden (1910–1914) unter anderem bei den Professoren Johann Nikolaus Türk (1872–1942) und Richard Guhr. Er setzte sich mit der Malereigeschichte auseinander und studierte die Alten Meister in der Dresdner Gemäldegalerie; parallel dazu entstanden spätimpressionistische und expressionistische Werke. Schon vor dem Ersten Weltkrieg wandte er sich der Avantgarde zu und experimentierte mit kubistischen und futuristischen Formen.

### Erster Weltkrieg und Weimarer Republik
Dix wird im August 1914 als (ungedienter) Ersatz-Reservist eingezogen und zunächst im Feldartillerie-Regiment 48, Dresden, einexerziert. Er war bei der Feldartillerie und als MG-Schütze an der West- und Ostfront eingesetzt. Sein zuletzt erreichter Dienstgrad war Vizefeldwebel. Während des Krieges entstanden futuristische Zeichnungen und Gouachen, die Aspekte des Kriegsgeschehens thematisieren.
Nach der Rückkehr nach Dresden nahm er ein Studium an der Akademie der bildenden Künste auf, nicht zuletzt aus pragmatischen und finanziellen Gründen; als Meisterschüler von Otto Gussmann konnte er im Sommer 1919 ein Freiatelier in der Polytechnischen Schule am Antonsplatz beziehen. Parallel dazu agierte er als freischaffender Künstler: Als Gründungsmitglied der Dresdner Sezession Gruppe 1919 beteiligte er sich an den Gruppenausstellungen in Dresden und deutschlandweit. Seit 1919 stand er in Kontakt mit den Berliner Dadaisten. 1919/20 schuf er Dada-Gemälde mit Collage-Elementen, bewegliche Bilder und Dada-Puppen; 1920 nahm er an der Ersten Internationalen Dada-Messe teil. In den folgenden Jahren entstand sein Hauptwerk Schützengraben, das bedeutendste Kriegs- bzw. Anti-Kriegsbild seiner Zeit.
Im Herbst 1922, nach dem turnusgemäßen Verlust seines Dresdner Freiateliers, zog Dix nach Düsseldorf, wo er an der dortigen Akademie von Heinrich Nauen ein Meisterschüler-Atelier erhielt. Der Werkstattleiter Wilhelm Herberholz unterrichtete Dix in grafischen Techniken. Am 1. Februar 1923 heiratete er die vier Jahre jüngere Martha Koch geb. Lindner (1895–1985), die er 1921 kennengelernt hatte. Sie war von dem Urologen Hans Koch geschieden und hatte zwei Kinder.
Dix bewegte sich im Umfeld der Galeristin Johanna Ey und trat der Künstlervereinigung Das Junge Rheinland bei, dann der Rheingruppe. Für das Wallraf-Richartz-Museum kaufte Hans Friedrich Secker 1923 den Schützengraben an, der zur Sensation der neueröffneten Neuen Galerie wurde. Heftige Diskussionen über dessen politische Tendenz beherrschten nun die Feuilletons. Im Jahr 1924 – anlässlich des Antikriegsjahres – wurde das Gemälde in der Preußischen Akademie der Künste ausgestellt. Aus gleichem Anlass gab der Kunsthändler Carl Nierendorf Dix’ Graphikmappe Der Krieg mit fünfzig Radierungen heraus.
1925 zog Dix nach Berlin; in diesem Jahr nahm er auch an der Wanderausstellung Neue Sachlichkeit teil, die den neuen realistischen Tendenzen in der Malerei ihren Titel gab. Sein Werk sollte die Kunstrichtung entscheidend prägen. Das Jahr 1926 verzeichnet zwei wichtige Einzelausstellungen: in der Galerie Neumann-Nierendorf in Berlin und in der Galerie Thannhauser in München. Er war auch prominent an der Internationalen Kunstausstellung in Dresden vertreten, einer Vorläuferausstellung der documenta in Kassel. Nach einer Begegnung 1926 mit Arno Breker bei dessen Kunsthändler Alfred Flechtheim in Berlin gestaltete Breker eine Porträtbüste von Dix.

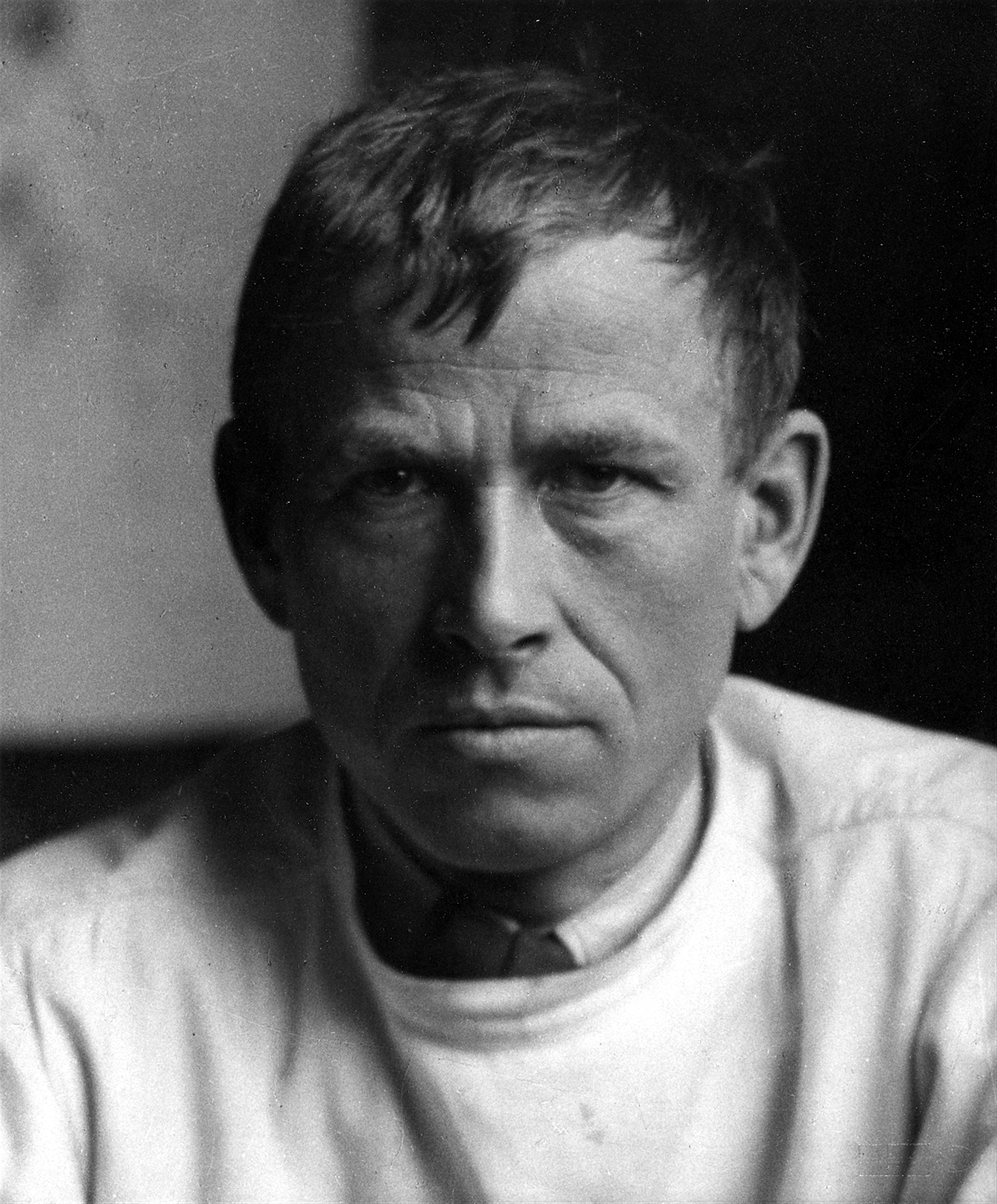
Otto Dix um 1929 (Fotografie von Hugo Erfurth)

Von 1927 an bis 1933 hatte Dix eine Professur an der Kunstakademie in Dresden als Nachfolger von Otto Gussmann (1869–1926) inne, mittlerweile gehörte er auch zum erweiterten Vorstand des Deutschen Künstlerbundes. Nach einer Serie großformatiger Porträts entstand 1927/28 das Triptychon Großstadt, 1932 vollendete er das Triptychon Der Krieg. 1931 wurde Dix Mitglied der Preußischen Akademie der Künste.

### Zeit des Nationalsozialismus
Nach der Machtergreifung des NS-Regimes im Januar 1933 war Dix einer der ersten Kunstprofessoren, die entlassen wurden. Das erst kürzlich zuvor auf ihn eingetragene Eigentum in Düsseldorf-Unterbilk wurde zwangsversteigert. Dix versuchte anfangs, sich als freischaffender Maler in Dresden zu halten; dort entstand beispielsweise noch das an die alten Meister erinnernde Gemälde Die sieben Todsünden.
Er zog sich im Herbst 1933 vor den Diffamierungen nationalsozialistischer Künstler nach Süddeutschland zurück.
Dort wohnte er zuerst im Schloss Randegg, das sich im Besitz von Hans Koch befand, und ab 1936 in einem eigenen Haus in Hemmenhofen am Bodensee. Er zeichnete und malte die Landschaft des Hegau und die Uferlandschaft des Untersees auf der Halbinsel Höri. Bis 1936 blieb er in der deutschen Kunstszene präsent, stellte sogar in Berlin sowie auf der letzten Jahresausstellung des anschließend verbotenen Deutschen Künstlerbundes im Juli 1936 im Hamburger Kunstverein aus. Im Jahr 1937 wurden zahlreiche seiner Werke vom NS-Regime in der Propaganda-Ausstellung „Entartete Kunst“ gezeigt und unter anderem als „gemalte Wehrsabotage“ diffamiert. Dix durfte von nun an nicht mehr ausgestellt werden: 260 seiner Werke wurden in der Folge aus deutschen Museen beschlagnahmt.
Dix gehörte zu den 18 Künstlern, die in der im Juni 1939 erstellten geheimen Materialsammlung des Reichssicherheitshauptamts Erfassung führender Männer der Systemzeit aufgeführt sind. Im November 1939, zwei Wochen nach dem Attentat auf Hitler im Münchner Bürgerbräukeller, inhaftierte die Gestapo Otto Dix vorübergehend. Dix zog sich danach in die innere Emigration zurück, erhielt aber weiterhin Privataufträge. So malte er für den Besitzer der Köstritzer Schwarzbierbrauerei im altmeisterlichen Stil eine Darstellung des Heiligen Christophorus. Häufig war Dix in dieser Zeit in Chemnitz zu Gast, wo ihn die Familie des Zahnarztes Köhler und die Margarinefabrikanten Max und Fritz Niescher, mit Einladungen, Auftragswerken und dem Ankauf von Werken unterstützten.
1945 wurde Dix zum Volkssturm eingezogen und geriet in französische Kriegsgefangenschaft. Er kam in ein Lager in Colmar im Elsass, in dem von 6000 Häftlingen viele starben. Als seine Identität festgestellt wurde, durfte Dix im Lager als Künstler arbeiten. Er kehrte im Februar 1946 nach Hemmenhofen zurück.

### Nachkriegszeit und Tod

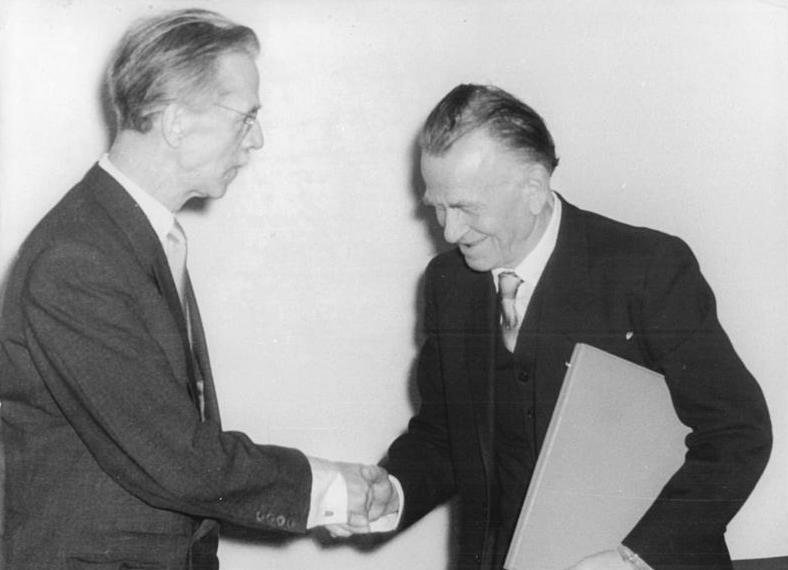
Otto Nagel gratuliert Otto Dix (rechts) zu der Ernennung zum Korrespondierenden Mitglied der Deutschen Akademie der Künste, 1957

1945 wandte sich Dix von der altmeisterlichen Lasurmalerei wieder der modernen Alla-Prima-Malerei zu und kehrte zum expressionistischen Malstil seiner Frühzeit zurück. Nach 1945 blieb Dix ein Außenseiter in den sich auch künstlerisch mehr und mehr voneinander entfernenden deutschen Staaten: Er konnte sich weder mit dem Sozialistischen Realismus der DDR noch mit der abstrakten Nachkriegskunst der BRD identifizieren. Dennoch erfuhr er in beiden Staaten hohe Anerkennung und zahlreiche Ehrungen. Viele Arbeiten des Spätwerks sind von christlicher Thematik geprägt.
Nach dem Krieg hielt sich Dix regelmäßig zu Arbeitsaufenthalten in Dresden auf. Dort hatte er ein Atelier, in der Siebdruckerei für Bildende Künste ließ er seine Lithografien drucken. Einen Großteil dieser in Dresden entstandenen Werke ließ er über die Kunsthandlung NOVA seines Freundes Horst Kempe vertreiben, der auch den Ankauf von Bildern Dix’ durch Dresdner Museen vermittelte. In Dresden hatte er auch seine „Zweitfamilie“, Käthe König und ihre gemeinsame Tochter Katharina (* 1939). Seine Frau Martha wohnte weiterhin mit den drei Kindern im großen Haus in Hemmenhofen. Als im Jahr 1949 in Zusammenhang der Wiederbesetzung einer vakanten Malereiprofessur an der Staatlichen Akademie der Bildenden Künste Stuttgart von Willi Baumeister der Name Otto Dix in Vorschlag gebracht wurde und der Akademiesenat die Vorlage von Arbeitsproben verlangte, lehnte Dix entschieden ab.
1959 erhielt er das Große Bundesverdienstkreuz und den Cornelius-Preis der Stadt Düsseldorf. Für den Nationalpreis der DDR war er 1950 erfolglos vom Geraer Kulturbund vorgeschlagen worden.

Max Frisch und Otto Dix in der Werkstatt für künstlerische Lithografie von Erker-Presse St. Gallen mit der Lithografie Max Frisch II, Foto: Jack Metzger, Comet Photo, Bildarchiv der ETH-Bibliothek, Zürich, 1967

In den sechziger Jahren veranstaltete Dix zahlreiche Ausstellungen und erhielt Ehrungen und Preise in beiden Teilen Deutschlands. Anlässlich seines 75. Geburtstages wurde er 1966 zum Ehrenbürger von Gera ernannt, und ihm wurden 1967 der Lichtwark-Preis in Hamburg und der Martin-Andersen-Nexö-Kunstpreis in Dresden verliehen. 1967 erhielt er außerdem den Hans-Thoma-Preis und 1968 den Rembrandt-Preis der Goethe-Stiftung in Salzburg.
Dix starb am 25. Juli 1969 nach einem zweiten Schlaganfall in Singen am Hohentwiel. Sein Grab befindet sich in Hemmenhofen am Bodensee.

### Familie
Am 1. Februar 1923 heiratete Dix Martha Koch, geborene Lindner, genannt „Mutzli“ (1895–1985). Sie war seit 1915 die Ehefrau des Urologen, Dermatologen, Kunstsammlers und Mäzens Hans Koch, als Dix sie bei seinem ersten Porträtauftrag ihres Mannes in Düsseldorf kennenlernte und sich in sie verliebte. Laut Martha Dix lebte sie zu diesem Zeitpunkt bereits in einer Art Ehe zu dritt mit ihrer Schwester Maria, die Koch eigentlich habe heiraten wollen. Koch habe daher die Beziehung zu Dix gefördert, um nach einer Scheidung von Martha Maria heiraten zu können. Koch hatte sich 1915 für Martha entschieden, weil er wusste, dass Maria keine Kinder bekommen konnte.
Die Scheidung erfolgte 1922, Marthas Heirat mit Dix am 1. Februar 1923, wenige Monate vor der Geburt der gemeinsamen Tochter Nelly (1923–1955). Hans Koch hatte zuvor Marthas Schwester Maria Elisabeth Lindner (1890–1969) geheiratet und wurde damit vom Ex-Mann seiner Frau Martha zum Schwager des Malers. Koch und Maria Lindner übernahmen Marthas zwei Kinder mit Koch in die neue Ehe: Martin (1917–2010) und Hana (1920–2006) – die offensichtlich erst als Erwachsene erfuhren, dass „Tante Martha“ ihre Mutter war.
Martha und Otto Dix hatten drei eigene Kinder und ein Adoptivkind:
- Ursus Dix (11. März 1927[24]–2002): Restaurator, Direktor des „Pacific Conservation Center“ in Kanada
- Jan Dix (10. Oktober 1928[25]–2019): Goldschmied, Jazzmusiker, Förderer des Dix-Hauses
- Nelly Dix (14. Juni 1923 – 9. Januar 1955): Schriftstellerin und Malerin
- Bettina Dix (* 1950): Nach dem frühen Tod der Tochter Nelly (1955), wurde ihre Tochter Bettina vom Ehepaar Otto und Martha Dix aufgenommen. Nach dem Tod ihres Mannes 1972 adoptierte Martha schließlich ihre Enkeltochter.[6]

Käthe König (1901–1981) war Gerichtsdienerin in Dresden, Modell und seit 1927 Geliebte von Otto Dix. Gegen den Willen des Malers brachte sie am 5. Oktober 1939 in Dresden die gemeinsame Tochter Katharina zur Welt. Obwohl Dix 1933 seine Professur in Dresden verloren hatte und nach Süddeutschland umgezogen war, behielt er sein Atelier in der Kesselsdorfer Straße 11 in Dresden-Löbtau bis 1943 und von 1947 bis 1966 für jährliche Arbeitsbesuche und Besuche bei seiner Dresdner „Zweitfamilie“. Als Dix im November 1939 von der Gestapo verhaftet worden war, konnte Käthe König als Gerichtsdienerin offensichtlich Unterlagen bei Gericht, die Dix angeblich belasteten, verschwinden lassen, so dass Dix nach wenigen Tagen mangels Beweisen freigelassen werden musste. Die umfangreiche Korrespondenz zwischen Dix und Käthe König ist aus Gründen des Persönlichkeitsschutzes bis 2040 zur Veröffentlichung gesperrt.
- Katharina König (* 5. Oktober 1939): gemeinsame Tochter von Otto Dix und Käthe König. Sie war 1966 bei Dix’ letztem Besuch in Dresden schwanger von dem Grafiker und Bildhauer Hermann Naumann. Dix’ damals entstandenes Ölbild der schwangeren Katharina bezeichnet der Dix-Biograph Lothar Fischer als eines seiner stärksten Alterswerke.[29]

## Bildliche Darstellung Dix’ (Auswahl)

### In der bildenden Kunst

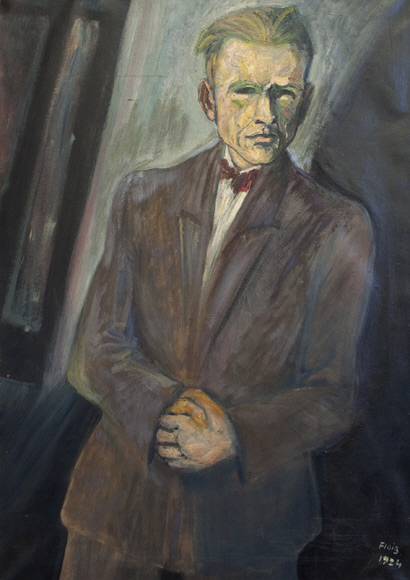
Waldemar Flaig: Otto Dix, 1924

- Conrad Felixmüller: Bildnis Otto Dix (Öl auf Leinwand, 75 × 60 cm, 1920; Von der Heydt-Museum Wuppertal)[30]
- Conrad Felixmüller: Otto Dix malt (Öl auf Leinwand, 120,5 × 95,5 cm, 1920; Neue Nationalgalerie Berlin)[31]
- Eugen Hoffmann: Porträt Otto Dix (Bronze, 1925; im Bestand der Städtischen Museen Zwickau)[32]
- Emil Stumpp: Otto Dix (Kreide-Lithographie, 1927)[33]
- Waldemar Flaig: Otto Dix (Öl auf Leinwand, 114 × 92 cm, 1927)
- Rudolf Bergander: Prof. Otto Dix (Aquatinta, 32,8 × 24,7 cm, 1962)[34]

### Weitere fotografische Darstellungen
- Christine Stephan-Brosch: Otto Dix im Atelier (1964)[35]

## Werke (Auswahl)
- 1912: Selbstbildnis mit Hut. Museum Gunzenhauser
- 1912: Selbstportrait mit Nelke. Detroit Institute of Arts
- 1913: Sonnenaufgang. Städtische Galerie Dresden[36]
- 1914: Selbstbildnis als Soldat. Kunstmuseum Stuttgart
- 1914: Selbstbildnis mit Artillerie-Helm. Rückseite von Selbstbildnis als Soldat. Kunstmuseum Stuttgart
- 1915: Selbstbildnis als Mars. Städtische Kunstsammlung Freital
- Zwischen 1915 und 1918 entstanden während seiner Frontzeit gut 400 Zeichnungen und Gouachen
- 1920: Streichholzhändler I. Staatsgalerie Stuttgart[37]
- 1920: Die Skatspieler. Öl & Collage auf Leinwand, 110 × 87 cm. Neue Nationalgalerie Berlin
- 1920: Kriegskrüppel. Verschollen
- 1921 Bildnis Dr.Hans Koch. Sammlung Haubrich im Museum Ludwig Köln[38][22]
- 1921: Bildnis der Eltern. Kunstmuseum Basel
- 1921: Der Salon. Kunstmuseum Stuttgart
- 1922: An die Schönheit. Von der Heydt-Museum, Wuppertal
- 1922: Maud Arizona (Suleika das tätowierte Wunder), Museum of Modern Art
- 1923: Bildnis Karl Krall. Von der Heydt-Museum, Wuppertal
- 1923: Bildnis des Adolf Uzarski. Museum Kunstpalast, Düsseldorf
- 1920–1923: Schützengraben. Verschollen
- 1923: Frauenkopf mit Zigarette. Farblithographie, 48 × 36 cm. Sprengel-Museum, Hannover
- 1923: Bildnis Frau Martha Dix I. Kunstmuseum Stuttgart
- 1923: Mieze. Buchheim-Museum, Bernried, Starnberger See
- 1924: Der Krieg. Zyklus aus 50 Radierungen in fünf Mappen, u. a. Kunsthalle Hamburg Kupferstichkabinett; Historial de la Grande Guerre, Péronne
- 1924: Die Eltern des Künstlers II. Sprengel-Museum, Hannover
- 1924: Bildnis der Kunsthändlerin Johanna Ey. Kunstsammlung Nordrhein-Westfalen, Düsseldorf
- 1924: Selbstbildnis mit Muse. Karl Ernst Osthaus-Museum, Hagen
- 1925: Bildnis Herbert Eulenberg.[39]
- 1925: Bildnis des Photographen Hugo Erfurth. Bayerische Staatsgemäldesammlungen, Pinakothek der Moderne, München
- 1925: Nelly mit Spielzeug. Kunstmuseum Stuttgart
- 1925: Bildnis der Tänzerin Anita Berber. Kunstmuseum Stuttgart
- 1925: Stillleben mit Witwenschleier. Otto-Dix-Haus Gera
- 1926: Bildnis der Journalistin Sylvia von Harden. Musée National d’Art Moderne, Paris
- 1926: Der Dichter Iwar von Lücken. Berlinische Galerie: Museum für Moderne Kunst
- 1926: Der Kunsthändler Alfred Flechtheim. Mischtechnik auf Holz, 120 × 80 cm. Neue Nationalgalerie, Berlin
- 1926: Der Streichholzhändler II. Kunsthalle Mannheim
- 1926: Dr. Mayer-Hermann. Museum of Modern Art, New York
- 1927: Die Familie des Künstlers. Städel Museum, Frankfurt
- 1928: Triptychon Großstadt. Kunstmuseum Stuttgart
- 1928: Bildnis Franz Radziwill. Museum Kunstpalast, Düsseldorf[40]
- 1929: Spielende Kinder Kunstmuseum Stuttgart
- 1932: Triptychon Der Krieg. Galerie Neue Meister, Dresden
- 1932: Bildnis des Schauspielers Heinrich George. Kunstmuseum Stuttgart
- 1932: Vanitas. Zeppelin Museum Friedrichshafen[41]
- 1933: Die sieben Todsünden. Staatliche Kunsthalle Karlsruhe
- 1933: Die Tänzerin Tamara Danischewski. Kunstmuseum Stuttgart
- 1934: Flandern. Neue Nationalgalerie, Berlin[42]
- 1934: Der Triumph des Todes. Kunstmuseum Stuttgart
- 1935: Waldrand mit Buche. Galerie Michael Haas Berlin
- 1938: Der heilige Christophorus. Vatikanische Museen Rom
- 1939: Der heilige Christophorus. Otto-Dix-Haus, Gera
- 1939: Bildnis Frau Emmi Hepp. Privatsammlung[43][44]
- 1940: Nelly als Flora.
- 1940: Aufbrechendes Eis. Museum zu Allerheiligen in Schaffhausen.
- 1941: Christophorus. Museum für Neue Kunst (Freiburg im Breisgau).
- 1942: Selbstbildnis mit Palette vor rotem Vorhang. Kunstmuseum Stuttgart.
- 1945: Madonna vor Stacheldraht und Trümmern. Kirche Maria Frieden, Berlin.
- 1947: Selbst als Kriegsgefangener. Kunstmuseum Stuttgart.
- 1947: Ecce Homo. Stadtkirche St. Johannes Baptist, Bad Saulgau.
- 1948: Große Kreuzigung. Hessisches Landesmuseum Darmstadt
- 1950: Saul und David. Öl auf Leinwand, 105 × 81,5 cm. Zweite Gemäldefassung dieses Motivs (1946 / 1950 / 1958)[45]
- 1953: Kurt Striegler.
- 1960: Krieg und Frieden. Fresko, 12 × 5 m. Auftragsarbeit für den Sitzungssaal des Rathauses Singen
- 1960: Das Evangelium nach Matthäus. Lithographien
- 1966: Porträt von Fritz Perls[46], Otto-Dix-Haus (Gera).

## Ausstellungen (Auswahl)
- 1951: Deutscher Künstlerbund 1950. Erste Ausstellung Berlin 1951. Hochschule der Bildenden Künste, Berlin
- 1955: documenta I, Kassel
- 1964: documenta III, Kassel (Meisterkabinette)
- Arbeiten auf Papier. Staatliche Graphische Sammlung München / Galerie Albstadt / Kunstmuseum Stuttgart
- 2007: Un-verblümt: Otto Dix. Anlässlich der Bundesgartenschau 2007, mit floralen Motiven aus dem Werk
- 2007/2008: Getroffen: Otto Dix und die Kunst des Portraits. Kunstmuseum Stuttgart
- 2010: Otto Dix. Neue Galerie, New York
- 2011/2012: Neue Sachlichkeit in Dresden. Kunsthalle im Lipsius-Bau, Brühlsche Terrasse, 1. Oktober 2011 bis 8. Januar 2012[47]
  - Otto Dix in Chemnitz – Ausstellung anlässlich des 120. Geburtstages von Otto Dix[48] 13. November 2011 bis 15. April 2012
- 2014, Staatliche Kunstsammlungen Dresden: Otto Dix. Der Krieg – Das Dresdner Triptychon
  - Kunsthalle der Hypo-Kulturstiftung: Dix / Beckmann. Mythos Welt[49]
- 8. Oktober 2016 bis 30. Januar 2017, Museum Unterlinden: Otto Dix – der Isenheimer Altar[50][51][52]
- 2. Dezember 2016 bis 19. März 2017, Otto-Dix-Haus (Gera): Otto Dix: Die Zeichenkunst mit Silberstift. Zum 125. Geburtstag des Künstlers.[53]
- 2. Dezember bis 23. April 2017, Zeppelin Museum, Friedrichshafen: Otto Dix – Alles muss ich sehen! Ausstellung zum 125. Geburtstag von Otto Dix.
- 11. Februar bis 14. Mai 2017, Kunstsammlung Nordrhein-Westfalen, K20 Grabbeplatz, (Düsseldorf); 23. Juni – 15. Oktober 2017 Tate Liverpool, (Liverpool): Otto Dix – Der böse Blick[54]
- 29. April 2018 bis 9. September 2018, Museum Gunzenhauser. Kunstsammlung Chemnitz: 300 x DIX. Werke von 1912 bis 1969.
- 2023: Gruppenausstellung Säulen der Moderne, Galerie & Edition Bode, Nürnberg
- 2023/24: Deichtorhallen Hamburg in der Halle für Aktuelle Kunst: Dix und die Gegenwart[55]
- 2024: Gruppenausstellung Max Ackermann und Otto Dix - Die Hört als Refugium, Galerie & Edition Bode, Nürnberg

## Museen und Nachlass
Dix gilt als exzellenter Zeichner und hinterließ mehr als 6000 Zeichnungen und Skizzen. Die umfangreichsten Werksammlungen befinden sich im Kunstmuseum Stuttgart und im Museum Gunzenhauser in Chemnitz. Den weltweit größten Bestand an Arbeiten auf Papier besitzt die Galerie Albstadt.
Der schriftliche Nachlass liegt seit 1976 im Deutschen Kunstarchiv im Germanischen Nationalmuseum in Nürnberg. Der Bildnachlass befindet sich im Archiv der Otto-Dix-Stiftung in Bevaix (Schweiz).
Ein weiterer Nachlassteil befindet sich im Archiv der Akademie der Künste in Berlin.

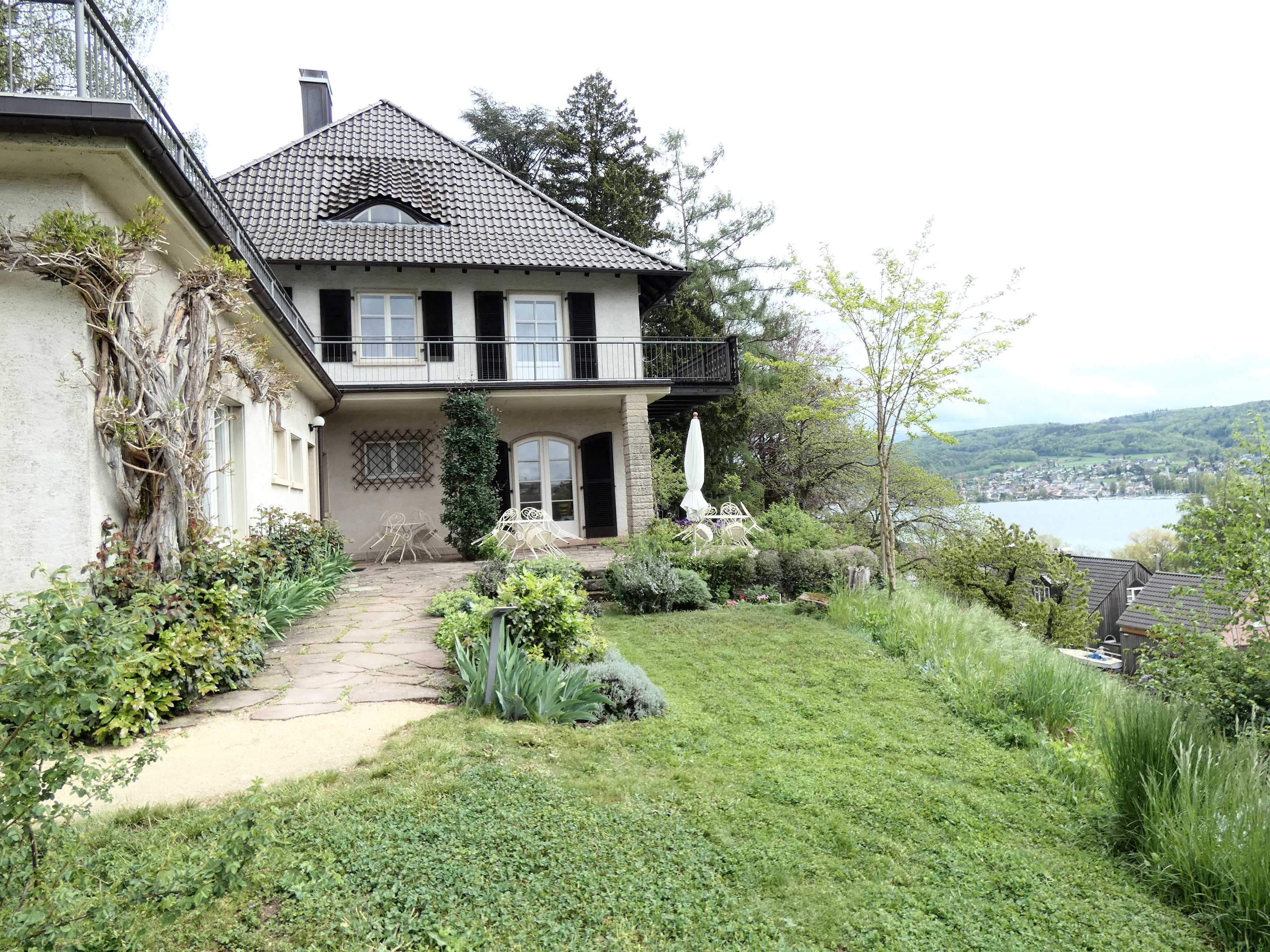
Museum Haus Dix, Hemmenhofen

Das Atelier- und Wohnhaus in Hemmenhofen auf der Halbinsel Höri am Bodensee, in dem der Maler und Zeichner von 1936 bis 1969 lebte und arbeitete, wurde an den im Dezember 2009 gegründeten Verein mit der gemeinnützigen Otto-Dix-Haus-Stiftung verkauft. Der Betrieb wurde als Museum Haus Dix vom Kunstmuseum Stuttgart als Außenstelle übernommen. Die Stadt Stuttgart, die Gemeinde Gaienhofen, der Landkreis Konstanz sowie Sponsoren stellten zusammen 1,5 Millionen Euro zur Rettung des stark sanierungsbedürftigen Hauses zur Verfügung. Das Haus hatte sich zuletzt im Eigentum der Enkelin des Künstlers, Bettina Dix-Pfefferkorn, befunden.
2011 tauchten vier bisher verschollene Aquarelle aus dem Nachlass des Malers auf, unter anderem die Aquarelle Nächtens und Soubrette. Bereits ein Jahr vorher war eine Vorstudie zum seit 1933 verschollenen Werk Wintermärchen entdeckt worden.
Im Dezember 2012 wurden anlässlich von Renovierungsarbeiten in einem als Bibliothek genutzten Kellerraum seines Wohnhauses in Hemmenhofen sechs großflächige Wandbilder des Malers entdeckt. Es handelt sich um Zeichnungen, die Dix für ein Faschingsfest am 19. Februar 1966 geschaffen hatte. Sie stellen ein Ungeheuer mit Trompetenrüsseln, eine Jazzband und Figuren aus der Alemannischen Fastnacht wie das Hänsele dar. Weiterhin gibt es Szenen aus dem Film Des Pudels Kern (1958) mit Alec Guinness. Bekannt waren bisher nur kleinere Malereien im Gang des Kellers, die aus demselben Anlass entstanden waren.
Im November 2013 wurde bekannt, dass beim Schwabinger Kunstfund auch ein bislang unbekanntes Selbstbildnis von Dix entdeckt worden ist.

## Gedenken
- Dem Künstler zu Ehren nennt sich Gera Otto-Dix-Stadt. Auch trägt seit 2008 ein Triebfahrzeug der Geraer Straßenbahn seinen Namen. Seit 1992 wird in Gera der nach Otto Dix benannte Otto-Dix-Preis vergeben.
- Der Asteroid (6776) Dix ist nach ihm benannt.
- Anlässlich des 125. Geburtstags von Otto Dix gab die Deutsche Post eine Briefmarke heraus (Erstausgabetag 2. November 2016, Wert 85 ct, Motiv: Ausschnitt aus dem Gemälde An die Schönheit von 1922.)[65]
- Am 3. November 2016 erschien eine 20-Euro-Sammlermünze der Bundesrepublik. Sie ist dem Künstler Otto Dix gewidmet, der in diesem Jahre 125 Jahre alt geworden wäre.[66]

## Medien

### Filme
- Otto Dix – Der schonungslose Maler. Dokumentarfilm, Deutschland, 2016, 53 Min., Buch: Nicola Graef und Susanne Brand, Regie: Nicola Graef, Produktion: Lona Media.
- Der Maler Otto Dix – Trau deinen Augen. Dokumentarfilm, Deutschland, 2014, 29:50 Min., Buch: Inga Wolfram und Helge Trimpert, Regie: Inga Wolfram, Produktion: telekult, MDR, Reihe: Lebensläufe, Erstsendung: 4. September 2014 bei MDR, Inhaltsangabe von MDR (Memento vom 5. September 2014 im Webarchiv archive.today).
- Der Maler Otto Dix. (Alternativtitel: Dix fois dix.) Dokumentarfilm, Kanada, Deutschland, 2010, 56 Min., Regie: Jennifer Alleyn, Produktion: NDR, arte, Ici ARTV (Kanada), Erstausstrahlung: 7. November 2011 bei arte, Inhaltsangabe von arte.
Der Film gewann den Prix Tremplin pour le monde ARTV beim 29. Festival International du Film sur l'art (FIFA).[95]
- Otto Dix – Das Auge der Welt. (Alternativtitel: Otto Dix – The painter is the Eyes Of The World.) Dokumentation, BR Deutschland, 1989, 58 Min., Buch und Regie: Reiner E. Moritz, Produktion: Poorhouse Productions, RTBF, Sept, Südwestfunk, Filmdaten von WorldCat. DVD-Vertrieb: Arthaus Musik, 2008, ISBN 978-3-939873-12-9, Inhaltsangabe.

### Rundfunk
- Ulrike Bajohr: Die zwei Welten des Otto Dix. Radio-Feature, Deutschlandfunk, Erstsendung: 14. Januar 2014.[96]